# نورمن پاکارد
 نورمن پاکارد (انگلیسی: Norman Packard؛ زاده ۱۹۵۴) یک فیزیک‌دان و پژوهشگر در زمینه حیات مصنوعی اهل ایالات متحده آمریکا است.